# Roman Kutuzov
Roman Vladimirovič Kutuzov (in russo Роман Владимирович Кутузов?; Vladimir, 16 febbraio 1969 – Mykolaïvka, 5 giugno 2022) è stato un generale russo impegnato nell'Invasione russa dell'Ucraina nel 2022.

## Biografia
Kutuzov è nato il 16 febbraio 1969 a Vladimir, capoluogo dell'omonima regione, nell'allora RSFS Russa. Si diplomò alla scuola secondaria n. 9 della sua città natale.

### Carriera militare
Dal 1986 al 1990 fu cadetto della Scuola superiore militare di comando comunicazioni "M.V. Zacharov" di Rjazan'. Dopo essersi diplomato, prestò servizio nelle Forze aviotrasportate, diventando comandante di plotone per poi scalare i ranghi, fino a diventare vice capo del centro di comunicazioni mobili per l'armamento di una brigata di comunicazioni aviotrasportata.
Nel 1999 si diplomò all'Accademia militare delle comunicazioni e fu nominato capo del Centro di controllo aereo delle forze aviotrasportate. Dal 2002 al 2008 è stato comandante della 38ª Brigata comando aviotrasportata delle guardie e ha prestato servizio come assistente del Comandante delle Forze Aviotrasportate come capo del dipartimento del lavoro del personale.
Nel 2015 si è laureato presso l'Accademia militare dello Stato maggiore delle Forze armate russe. Ha prestato servizio come capo del centro addestramento distrettuale. Dal 2017 al 2018 è stato vice comandante e in seguito comandante ad interim della 5ª Armata combinata del Distretto militare orientale dopo la morte del generale Valerij Asapov in Siria, e successivamente fu capo di stato maggiore e vice comandante della 29ª Armata combinata.
All'inizio del 2022 è stato nominato capo di stato maggiore e primo vice comandante dell'8ª Armata combinata del Distretto militare meridionale.

### Morte
Il 5 giugno 2022, mentre era al comando delle milizie del Doneck, il 1º Corpo d'armata, Kuzutov è stato ucciso a Mykolaïvka durante la battaglia di Sjevjerodonec'k, nella regione di Luhans'k. Durante un'operazione di avanzamento verso l'autostrada Bachmut-Seversk, il convoglio di Kuzutov è stato colpito da un attacco di artiglieria condotto dalle forze ucraine, risultando fatale per il generale.  La sua promozione a tenente generale e l'attribuzione del titolo di Eroe della Federazione Russa furono annunciate postume.

## Commemorazione
A Vladimir, la scuola secondaria superiore n. 9 è stata intitolata a Kutuzov. Sull'edificio scolastico è stata installata una targa commemorativa realizzata dall'artista del popolo della Federazione Russa Salavat Ščerbakov.
Sempre a Vladimir, il 27 luglio 2022 il Consiglio comunale ha deciso di rinominare la via Parižskaja Kommuna in via Kutuzova.
Il 17 aprile 2023, è stato installato nella città occupata di Mariupol' un busto del generale.

## Onorificenze

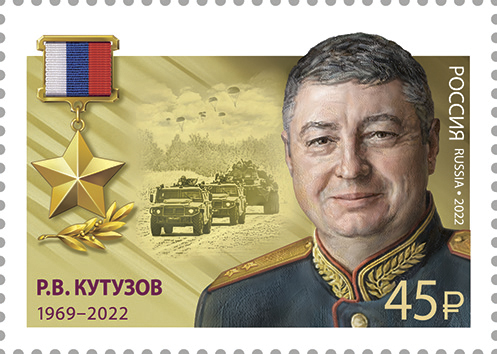
Francobollo commemorativo di Roman Kutuzov, raffigurato come Eroe della Federazione Russa